# لورنا (خواننده)
لورنا (به انگلیسی: Lorena) با نام کامل لورنا گومز پرز (به انگلیسی: Lorena Gómez Pérez)(زاده ۱۲ آوریل ۱۹۸۶) خواننده اسپانیایی است.